# Rollschuh
Rollschuhe sind Sportgeräte, die im Wesentlichen aus Schuhen und darunter auf einem Chassis angebrachten Rollen bestehen. Es gibt Rollschuhe, bei denen das Chassis und der Schuh fix miteinander verbunden sind, und solche, die mit Lederriemen o. Ä. angeschnallt werden können. Eine moderne Variante sieht vor, dass Chassis und Schuh mit einer mechanischen Bindung trennbar verbunden sind.

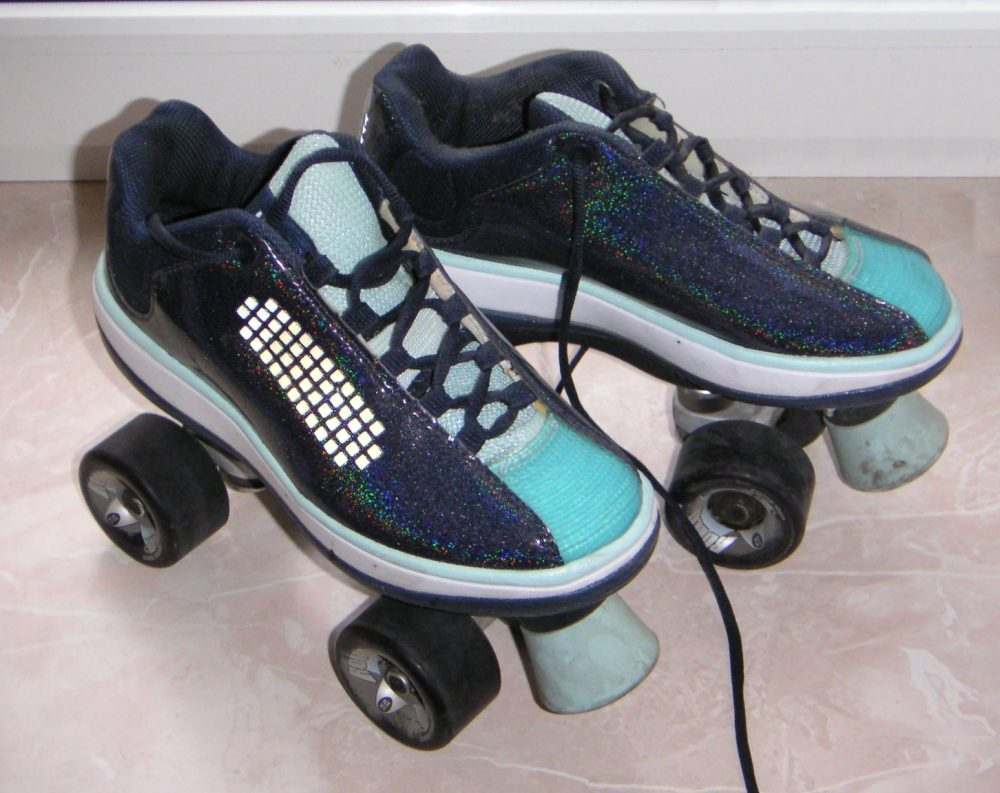
Rollschuhe (Rollerskates) mit Stoppern, 2005.

Eine weitere Variante des Rollschuhes sind Inline-Skates. Der gemeinsame Oberbegriff für die damit ausgeübten Sportarten ist Rollsport.
Während bei Inline-Skates die Rollen in einer Reihe hintereinander liegen, sind sie bei Rollschuhen in zwei Reihen nebeneinander angeordnet. Durch diese Anordnung ist die Gefahr seitlich einzuknicken geringer. Lenkbar sind Rollschuhe durch eine Achse, die über Gummis gefedert wird. Die zweireiigen Rollschuhe haben an jedem Schuh vier Rollen, daher werden im englischen Roller-skates auch quads genannt.
Bei modernen Rollschuhen gibt es außerdem unterschiedliche Modelle, die für bestimmte Sportarten konzipiert wurden, z. B. für den Rollkunstlauf, mit Stiefeln wie ein klassischer Schlittschuh, oder für Roller Derby.

## Geschichte und Entwicklung

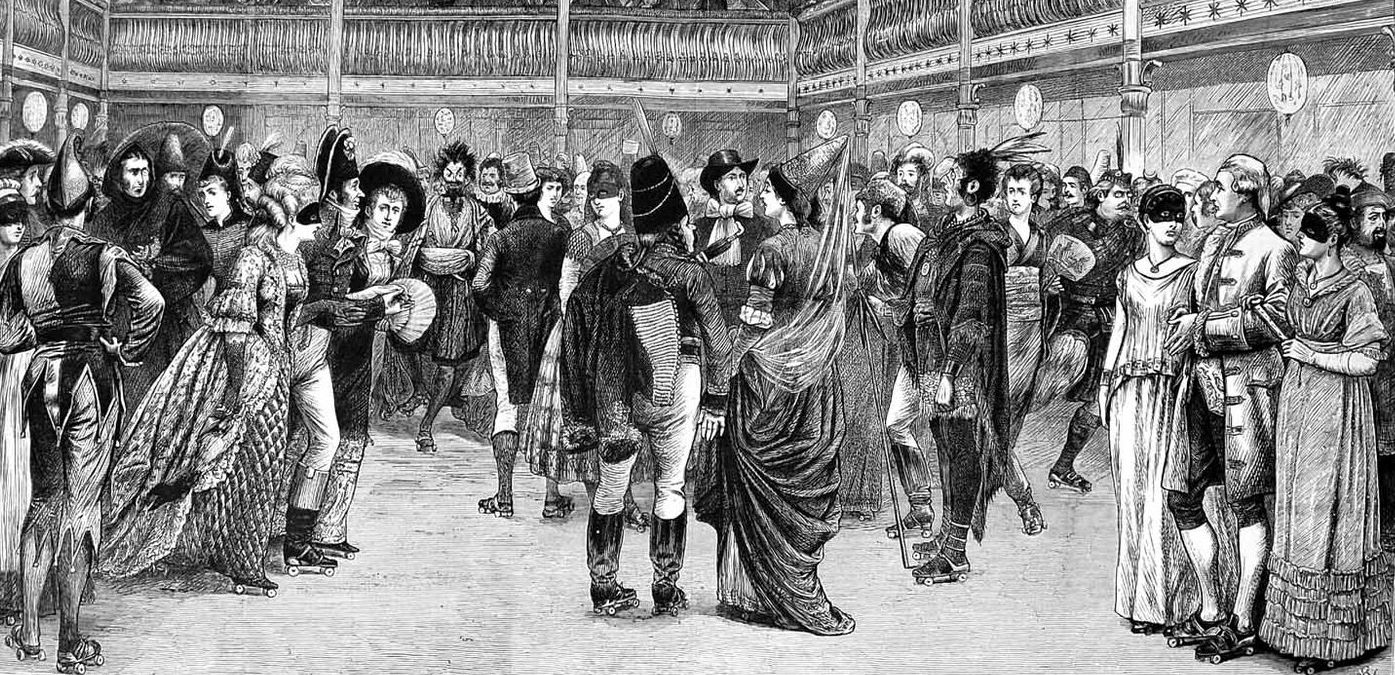
Masquerade on wheels, Maskenball auf Rollschuhen, London, 1877.

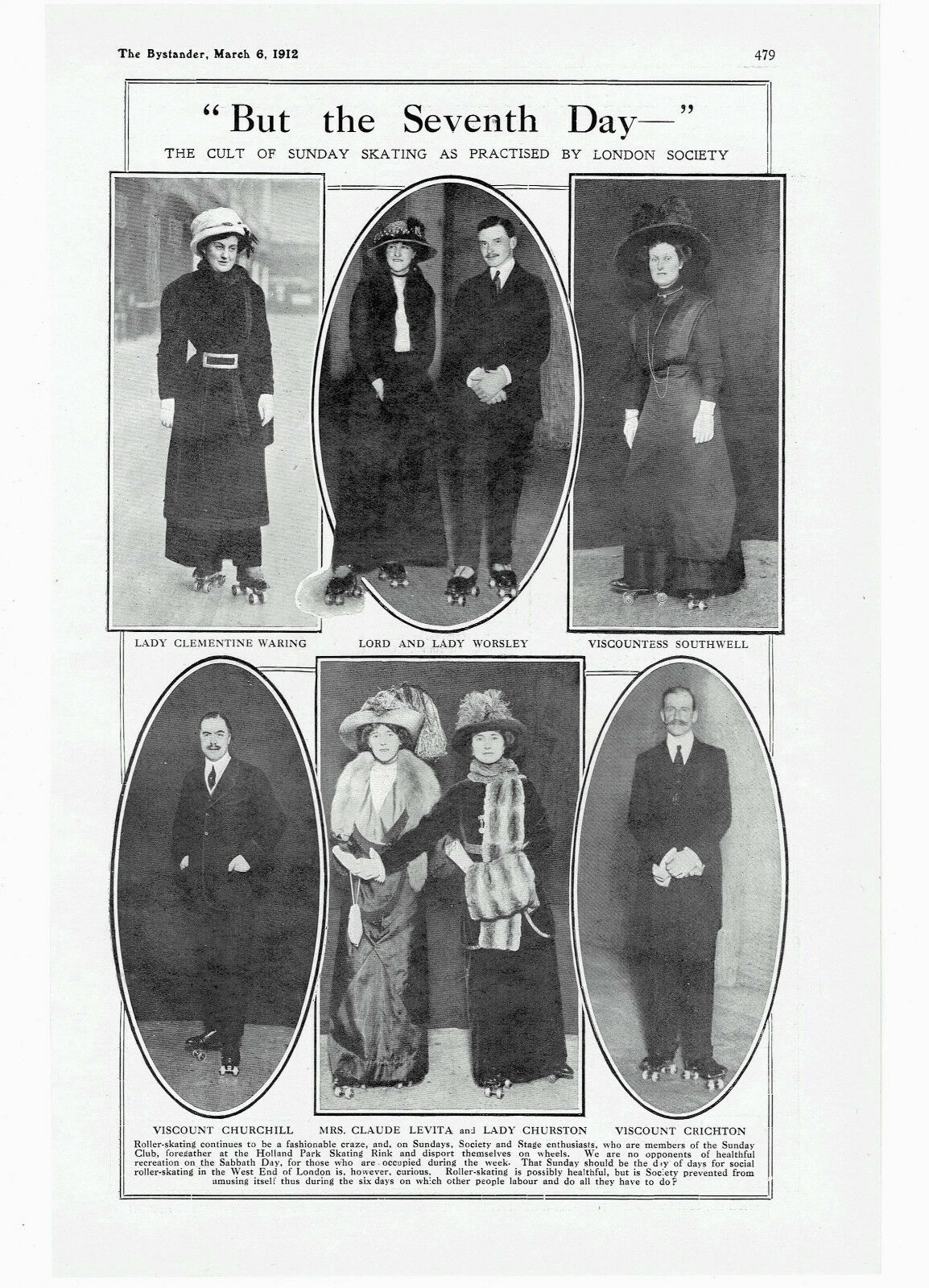
Sonntägliches Rollschuhlaufen: „Kult“ der Londoner Gesellschaft, 1912.

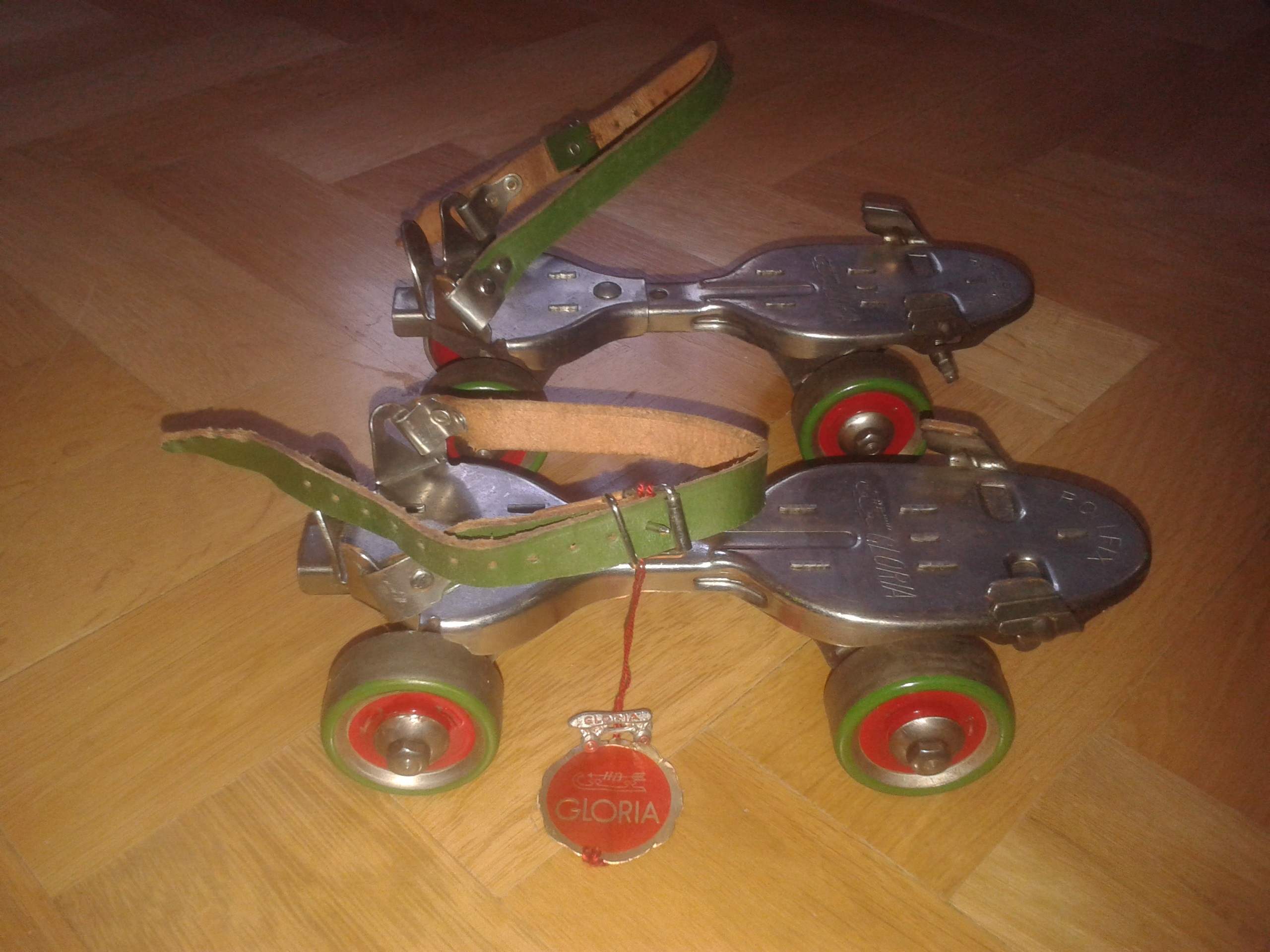
Längenverstellbare Rollschuhe mit zweifarbig lackierten, eisernen Rollen mit Doppelkugellagern und gehärteten Laufflächen; Spannbacken am Vorderfuß zum Anschnallen und Riemen aus Leder. Hersteller: Hermann Becker, Remscheid ("Gloria"), Modell „Rollfix“, um 1955.

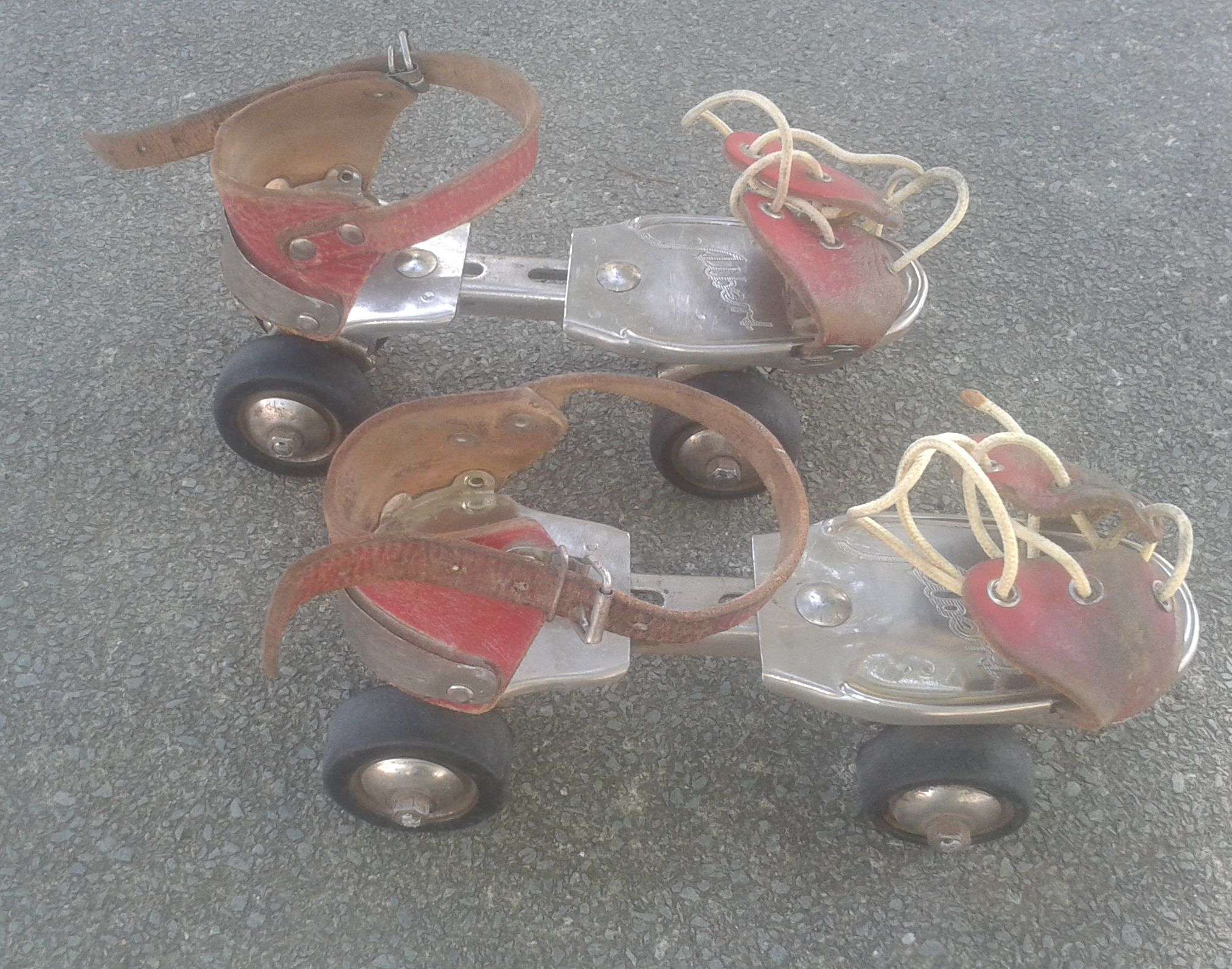
Längenverstellbare Rollschuhe des Herstellers Josef Albert, Menden. Vorderfußschlaufe und Riemen aus Leder, Gummirollen, um 1960.

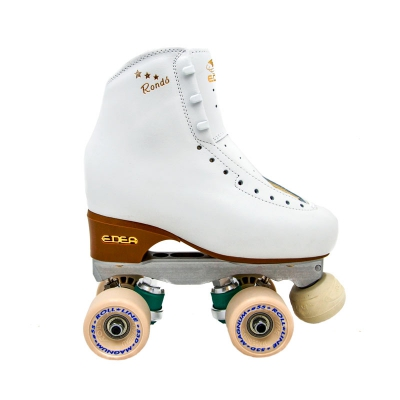
Rollschuhe für den Rollkunstlauf, mit weißen Lederstiefeln in der Art eines Schlittschuhs, 2015.

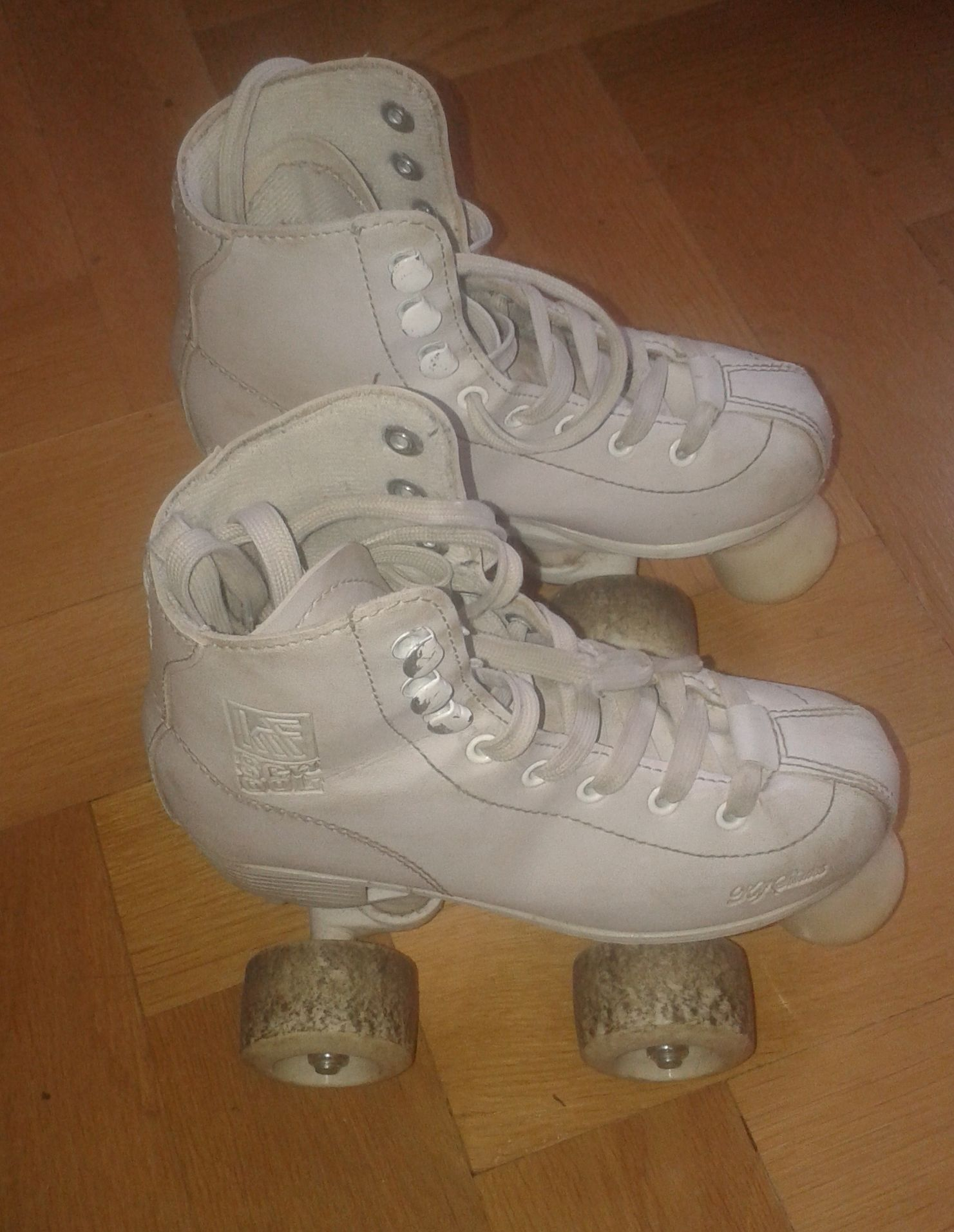
Rollschuhe für Kinder, klassisches Modell, Schuhgröße 30, 2015.

Eine unsichere Überlieferung berichtet von Rollschuhen, die bei einer Londoner Theateraufführung im Jahr 1743 verwendet worden seien. Details dazu sind nicht bekannt. Gegen 1760 baute der Musikinstrumentenbauer und Violinist Jean-Joseph Merlin aus dem belgischen Huy eine Konstruktion aus drei hintereinander unter den Schuh montierten Laufrollen, die als skaites bezeichnet wurden. Ziel war eine Nachahmung des Schlittschuhlaufs auf Parkett oder Bühne. Bei einem Maskenfest im Carlisle House von Soho (London) spielte er rollschuhlaufend Geige und fuhr, weil mit den einfachen Rädern weder Bremsen noch Lenken möglich war, in eine Spiegelwand und verletzte sich schwer.
Erst als sich in der zweiten Hälfte des 19. Jahrhunderts die Konstruktion von Rollschuhen verbesserte, gewann das Rollschuhlaufen allmählich an Popularität und war wiederum als Bühnenspektakel bzw. als Nachahmung des Schlittschuhlaufens eine gewisse Attraktion. So kam in der Oper Le prophète von Giacomo Meyerbeer, 1849 in Paris uraufgeführt, eine Eislaufszene vor, die auf Rollschuhen ausgeführt wurde. Wie weit die Realisierung einer immer wieder kolportierten Nachricht von einer Rollschuhkonstruktion des Erfinders Philipp Reis (bald nach 1858) gediehen war, müsste noch genauer belegt werden.
Am 6. Januar 1863 erhielt der Amerikaner James L. Plimpton ein US-Patent auf den von ihm erfundenen Rollschuh mit vier Rollen.
Um die Jahrhundertwende hatte sich in Londons gehobeneren Gesellschaftsschichten das sonntägliche Rollschuhlaufen zu einem „Kult“ entwickelt. Für eine größere Verbreitung bedurfte es jedoch weiterer Grundlagen. Um 1870 war Paris fast vollständig asphaltiert, die anderen europäischen Großstädte folgten. 1883 wurden durch die Erfindung der Kugelschleifmaschine Kugellager für Alltagsgeräte erschwinglich. Diese beiden Voraussetzungen trieben die Entwicklung zu einem von städtischen Kindern und Jugendlichen auf der Straße nutzbaren Spiel- und Sportgerät voran.
In den 1870er Jahren begann die erste Blütezeit der Rollschuhe und Rollschuhbahnen in Deutschland. Vor allem Fabrikanten, die bereits zuvor Schlittschuhe produziert hatten, nahmen damals Rollschuhe in ihre Produktpalette auf.
Außerhalb des Leistungssports gehörten bis in die 1950er-Jahre eiserne, auch noch hölzerne Rollen und an die Schuhsohlen geklemmte Spannbacken mit Lederriemen zur Standardausrüstung; das Chassis bestand zumeist aus rostfreiem Stahl. 1956 führte der Hersteller Hudora Gummirollen ein, die später durch Kunststoff ersetzt wurden. Im Bereich des Kugellagers, der Radbefestigung und der Anschnallvorrichtungen ließen sich die Hersteller ihre Neuerungen regelmäßig patentieren. Die Hersteller Josef Albert in Menden und Hermann Becker („Gloria“) in Remscheid meldeten 1957 als Ersatz für die bis dahin üblichen Spannbacken am Vorderfuß Patente für schnürbare Lederschlaufen an, die sich in der Folgezeit etablierten. Später wurden fest an Schuhe oder Stiefel montierte Rollen und als Bremsvorrichtung Gummistopper vor den beiden vorderen Laufrädern üblich. Um 1980 lagen diese Rollerskates oder Disco-Roller genannten Rollschuhe mit ihren bunten Schuhen oder Stiefeln, auch in Weiß oder Schwarz – ähnlich den Modellen für den Rollkunstlauf – und mit weichen, breiteren Rollen und lenkbaren Chassis im Trend. Ein erneuter Modewechsel brachte ebenfalls um 1980 Inline Skater auf den Markt, bei denen die Rollen in einer Linie hintereinander montiert sind. Eine weitere neue Variante sind Fersenroller, wie die Marke Heelys und PLIWS.
Der Rollschuhhersteller in der DDR war der VEB Sportgeräte Germina Schmalkalden. Die Rollschuhe wurden unter dem Markennamen "Trusetal" verkauft.

## Rechtliches

### Deutschland
Rollschuhe und andere nicht motorisierte, „besondere Fortbewegungsmittel“ wie „Schiebe- und Greifreifenrollstühle, Rodelschlitten, Kinderwagen, Roller und Kinderfahrräder“ gelten in Deutschland laut Straßenverkehrs-Ordnung (StVO), § 24, nicht als „Fahrzeuge“ im Sinne dieser Verordnung. Deshalb gelten für den Verkehr mit diesen Fortbewegungsmitteln die Vorschriften für den Fußgängerverkehr (StVO, § 24) entsprechend.

### Österreich
In Österreich ist das Befahren von Gehsteigen, Gehwegen und Fußgängerzonen mit Rollschuhen grundsätzlich erlaubt, solange dabei niemand gefährdet oder behindert wird. Ebenso ist das Befahren von Spiel- und Wohnstraßen erlaubt. Die Benutzung von Radwegen ist ebenfalls erlaubt; innerorts dürfen auch Radfahrstreifen benutzt werden, außerorts jedoch nicht.
Auf Privatgrund, etwa auf Wegen um Wohnhäuser oder in einem Einkaufszentrum, kann der Hausherr bzw. Eigentümer Regeln herausgeben. Grundsätzlich ist dort das Fahren mit Rollschuhen und Inline-Skates verboten, wird jedoch bei verantwortungs- und rücksichtsvoller Nutzung insbesondere bei hoher Fahrpraxis mitunter toleriert.
Ansonsten ist die Benutzung der allgemeinen Fahrbahn in Längsrichtung nicht erlaubt, queren sehr wohl. Den Fahrgästen des Öffentlichen Verkehrs ist es verboten die Fahrzeuge „mit Rollschuhen oder Inline Skates zu betreten“ – gemäß Kraftfahrliniengesetz (von 2001).

## Galerie

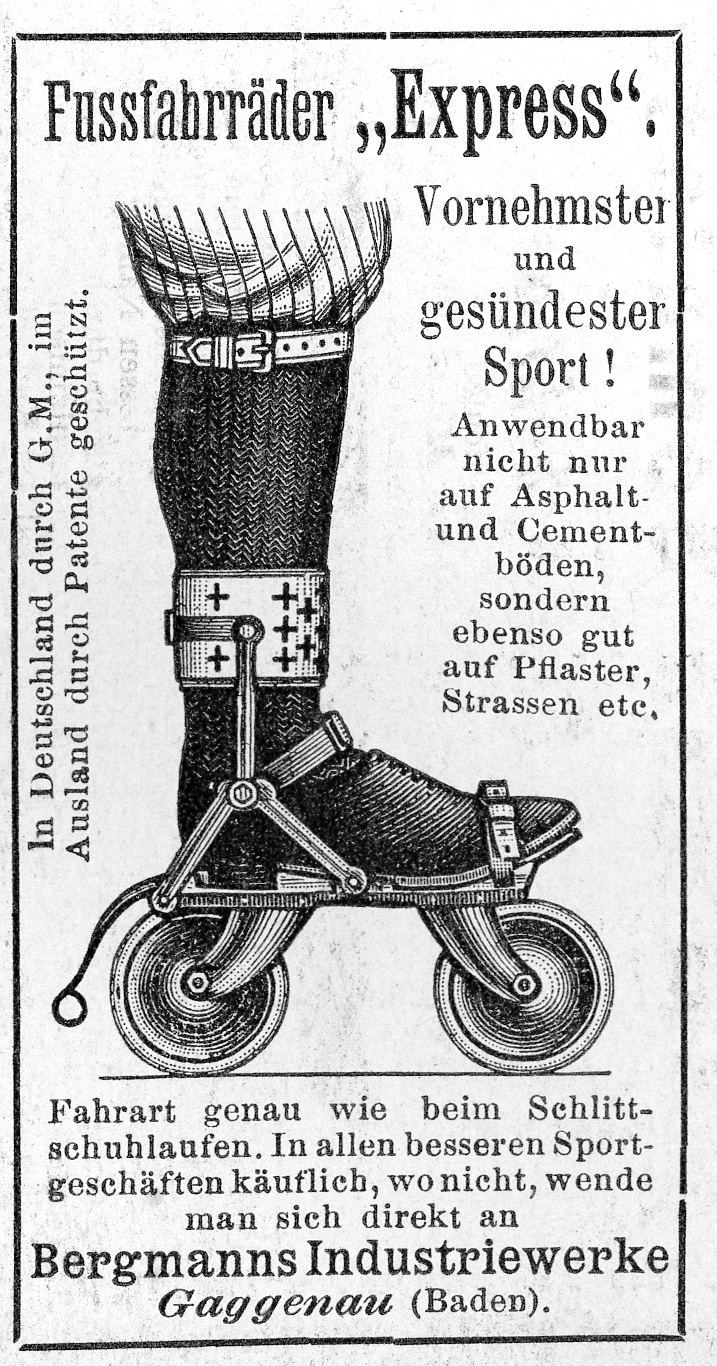
Fußfahrräder aus dem Jahr 1898
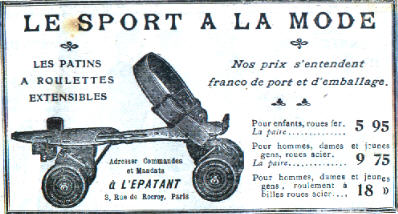
Rollschuhe mit Eisenrollen, Spannbacken am Vorderfuß zum Anschnallen. Werbeanzeige eines französischen Herstellers, 1908
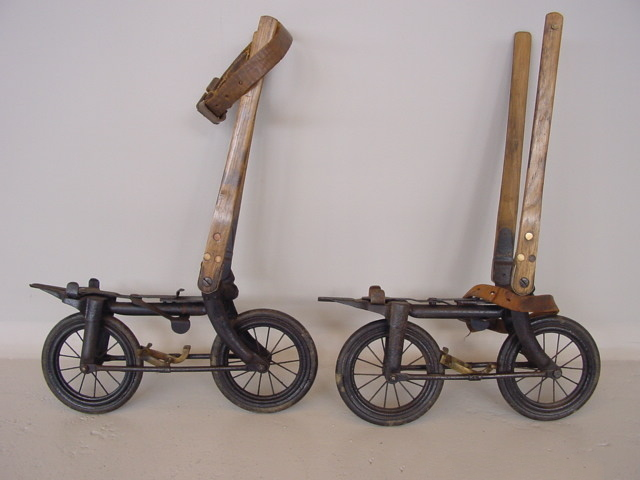
Rollschuhmodell um 1898, Rücklaufsperre am Vorderrad
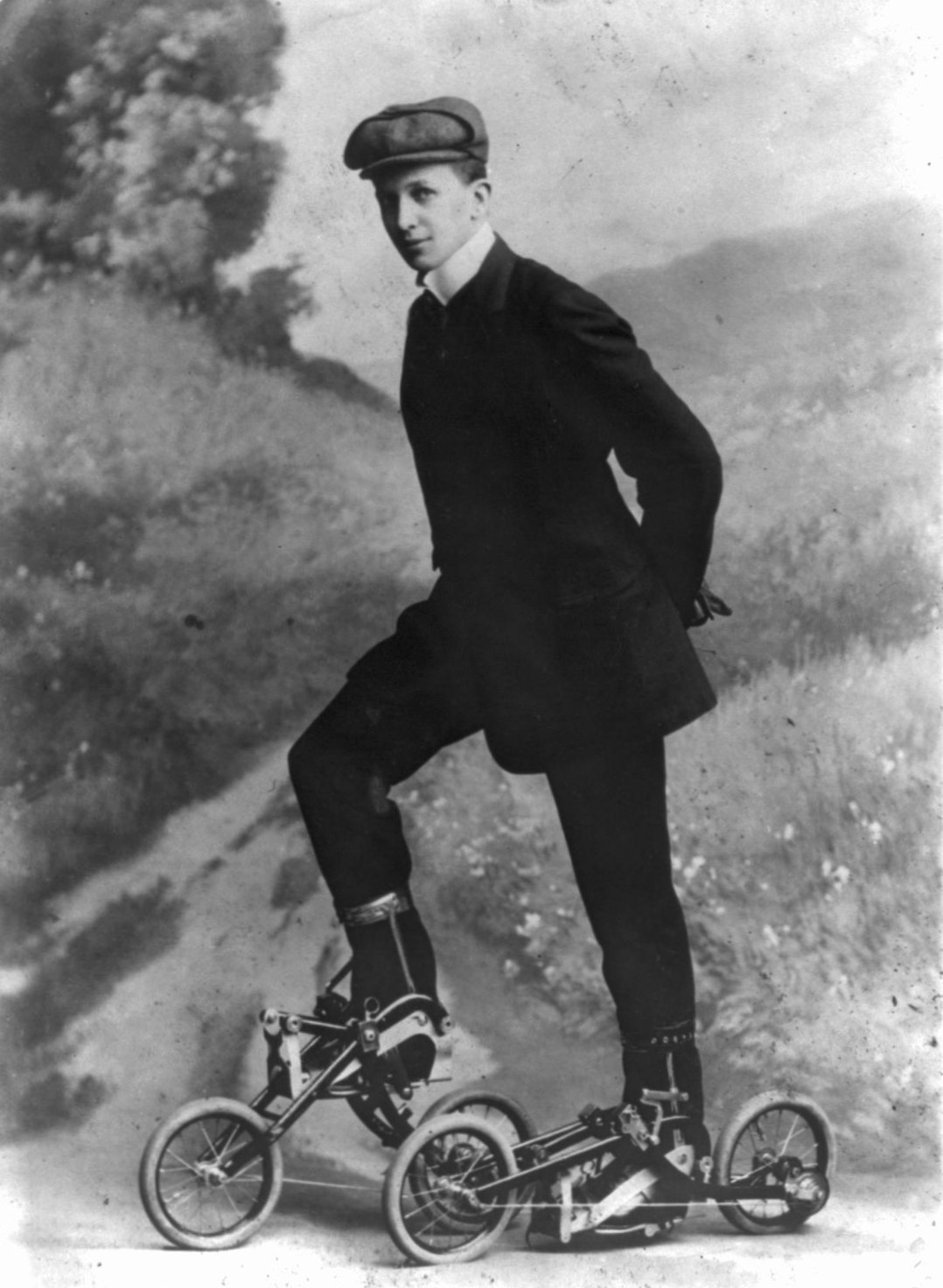
Roller Skates 1910. Steigen treibt über Seilspule an.
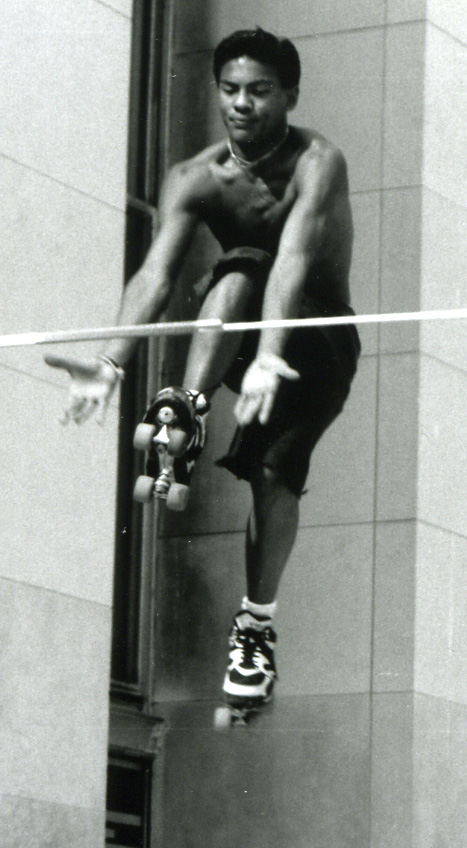
Rollschuhspringen als sportlicher Wettkampf, vor dem Centre Pompidou in Paris, 1991
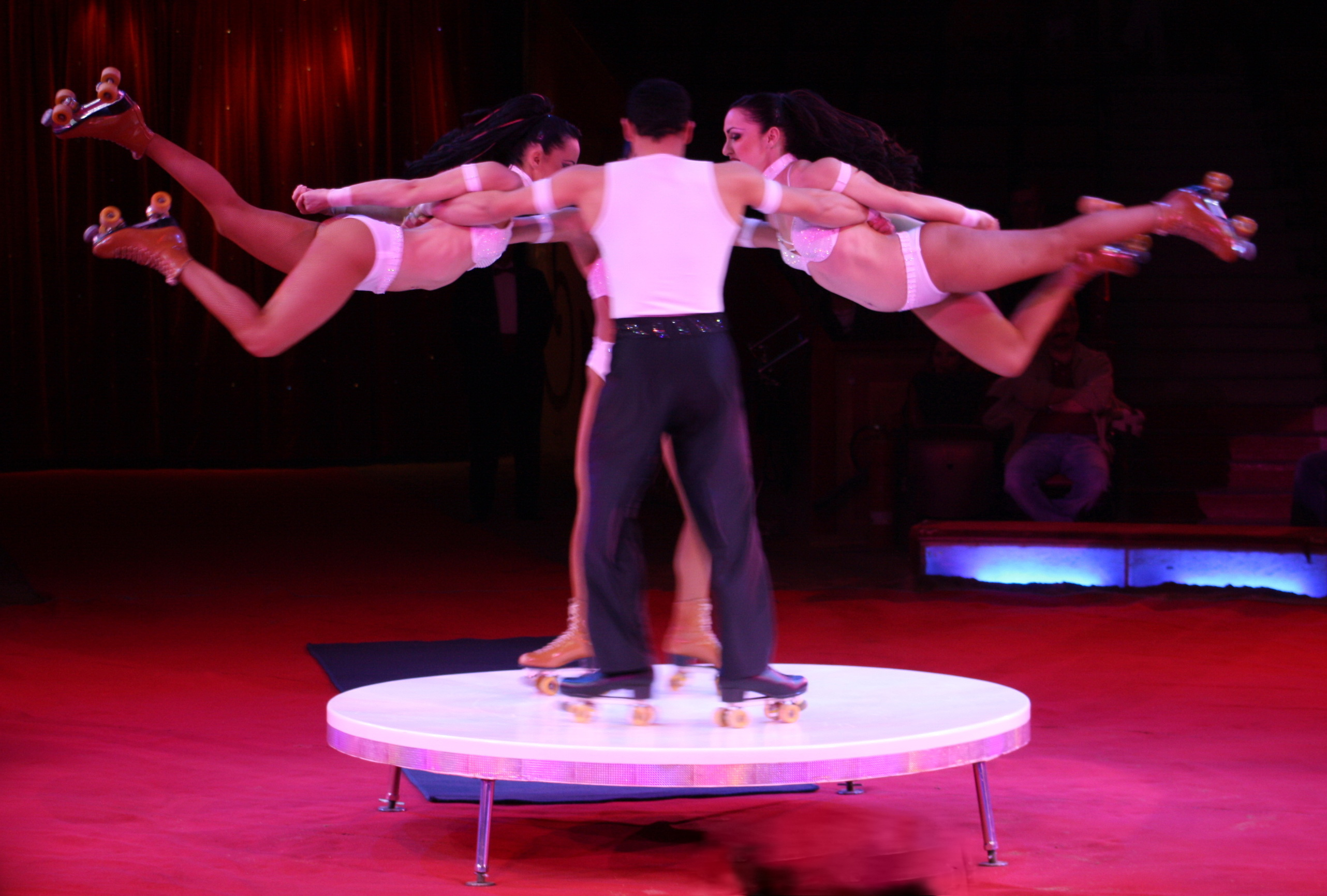
Team MG – Italienische Rollschuhartisten im Zirkus
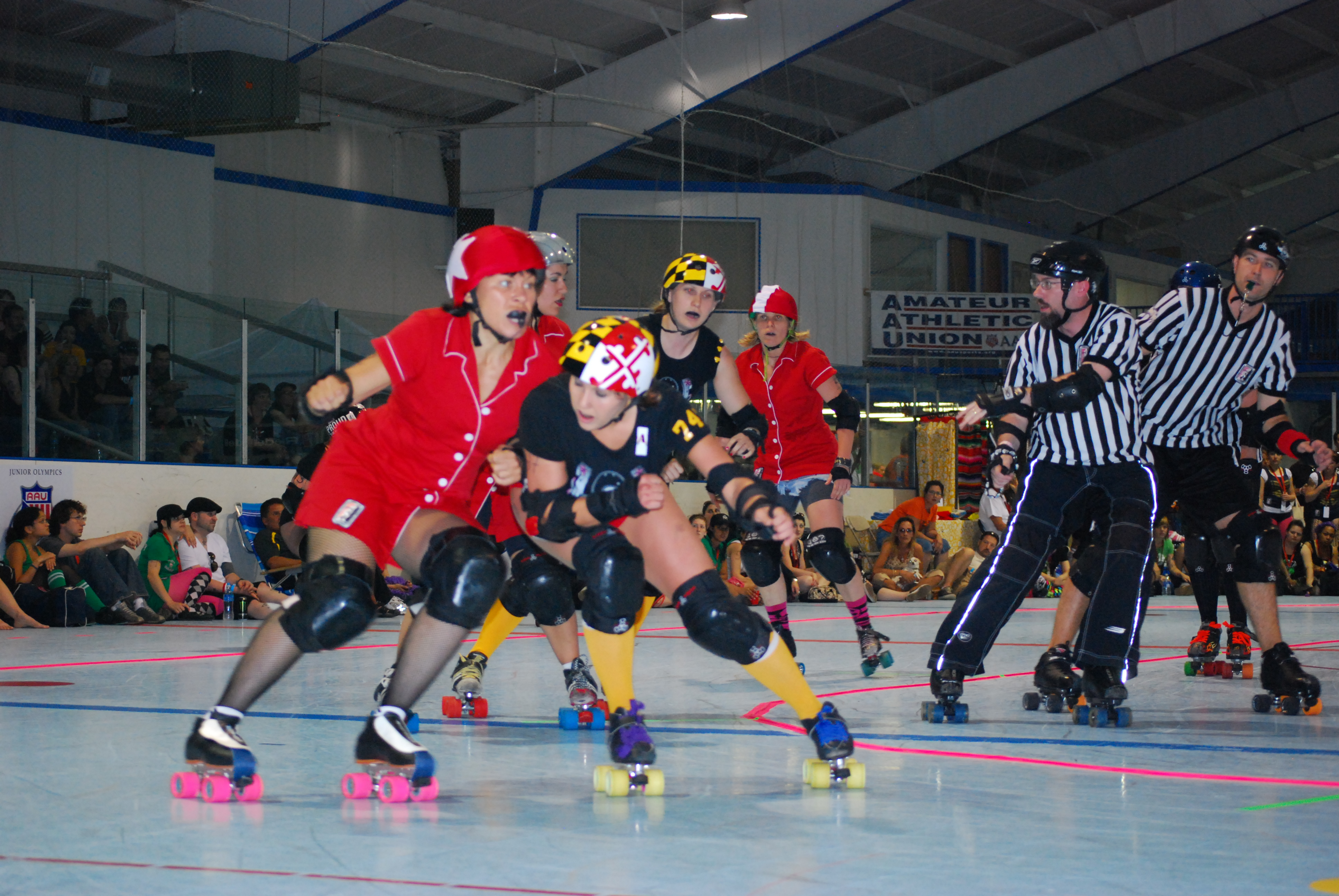
Roller Derby
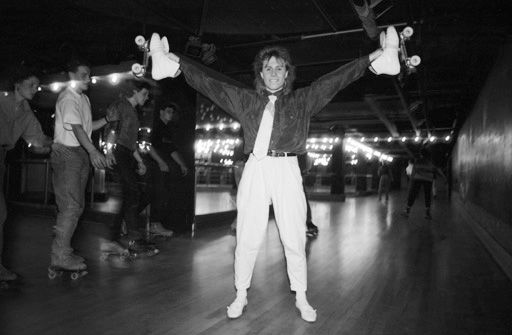
Gast einer Rollschuh-Disco in München um 1994